# Федосов, Владимир Иванович (хоккеист)
Владимир Иванович Федосов (род. 6 марта 1964, Миньяр, Челябинская область или Горький) — советский, российский хоккеист, защитник. Мастер спорта СССР международного класса (1991) Тренер.

## Биография
Воспитанник «Торпедо» Горький. Армейскую службу проходил в молодёжной команде ЦСКА (1982/83) и в команде второй лиги СКА МВО Калинин (1983/84). Восемь сезонов отыграл за «Торпедо» в высшей лиге. Выступал в Германии за клубы «Рисерзе» (1992/93 — 1995/96), «Фрайбург», «Хайльброннер» и «Швеннингер Уайлд Уингз» (1996/97), «Фрайбург» (1997/98). Вернувшись в Россию, играл за «Торпедо» (1998/99 — 2000/01, 2002/03), «Торпедо-2» (2000/01, 2002/03, 2003/04), «Химик» Воскресенск (2001/02).
Участник Суперсерии 1989/1990 против команд НХЛ в составе «Химика».
Победитель турнира на призы газеты «Известия» (1990) в составе сборной СССР.
Работал тренером СДЮШОР г. Нижний Новгород. Играющий тренер «Торпедо-2» НН (2003/04). Тренер (2006/07), главный тренер (2007/08 — 2008/09) ХК МВД-2 Балашиха. Тренер московского «Динамо» (2010/11 — 2013/14), молодёжной сборной России (2015/16), петербургского СКА (2015/16 — 2017/18), московского «Спартака» (2020/21).
Сын Денис (1989) — хоккеист и тренер.

## Тренерские достижения
- Чемпион России (3): 2012, 2013, 2017
- Второй призёр чемпионата России: 2010
- Третий призёр чемпионата России (2): 2015, 2018
- Третий призёр чемпионата КХЛ: 2016
- Обладатель Кубка Гагарина (3): 2012, 2013, 2017
- Финалист Кубка Гагарина: 2010
- Обладатель Кубка Открытия (2): 2010, 2012
- Обладатель Кубка мэра Москвы 2012
- Второй призёр чемпионата мира среди молодёжных команд (2016)[7]
- Награждён медалью ордена «За заслуги перед Отечеством» первой степени как победитель чемпионата мира (2014)[8]